# Orijono Duszanbe
Orijono Duszanbe (tadż. Клуби футболи «Ориёно» Душанбе) – tadżycki klub piłkarski, mający siedzibę w stolicy kraju, Duszanbe.

## Historia
Chronologia nazw:
- 2003: Orijono Duszanbe (ros. «Ориёно» Душанбе)

Piłkarski klub Orijono został założony w miejscowości Duszanbe w 2003 roku. W 2003 zespół debiutował w rozgrywkach Wyższej Ligi Tadżykistanu. W debiutowym sezonie zajął ostatnie 16. miejsce w końcowej klasyfikacji. Potem występował w Pierwszej Lidze. W 2005 zdobył mistrzostwo Pierwszej Ligi i wrócił do Wyższej Ligi. 1 maja 2007 roku połączył się z Dinamo Duszanbe, przekazując jemu swoje miejsce w Wyższej Lidze. Klub został rozformowany.

## Sukcesy

### Trofea międzynarodowe
Nie uczestniczył w rozgrywkach azjatyckich (stan na 31-12-2015).

### Trofea krajowe
| \| \| Zdobyte trofea w rozgrywkach Tadżykistanu (stan na: 31-12-2015) \| |                                                                 |      |          |
| Rozgrywki                                                                | Osiągnięcie                                                     | Razy | Sezon(y) |
| Mistrzostwo                                                              | I miejsce                                                       | 0    |          |
| Mistrzostwo                                                              | II miejsce                                                      | 0    |          |
| Mistrzostwo                                                              | III miejsce                                                     | 0    |          |
| Mistrzostwo                                                              | 11. miejsce                                                     | 1    | 2006     |
| Puchar                                                                   | zdobywca                                                        | 0    |          |
| Puchar                                                                   | finalista                                                       | 0    |          |
| II liga                                                                  | I miejsce                                                       | 1    | 2005     |
| II liga                                                                  | II miejsce                                                      | 0    |          |
| II liga                                                                  | III miejsce                                                     | 0    |          |
| Tadżykistan                                                              | Zdobyte trofea w rozgrywkach Tadżykistanu (stan na: 31-12-2015) |      |          |

## Stadion
Klub rozgrywał swoje mecze domowe na Centralnym stadionie republikańskim (były stadion im. Frunze, Pamir) w Duszanbe, który może pomieścić 21 400 widzów.